# Autoroute A46 (France)
Pour les articles homonymes, voir A46.
En France, l'autoroute A46 relie Anse à Chasse-sur-Rhône et contourne Lyon par l'est. Elle est gratuite entre l'échangeur 3 aux Échets et l'A7. Elle a été mise en service définitivement en 1992. Cette autoroute constitue le deuxième contournement est de Lyon avec le Boulevard périphérique et l'A432.
L'A46 est gérée par les Autoroutes Paris-Rhin-Rhône d’Anse au croisement avec l'autoroute A42 et par les Autoroutes du Sud de la France (ASF) pour la partie sud.

## Caractéristiques
- 2 × 2 voies, mais construites au gabarit 2 × 3 voies
- 2 × 3 voies dans la pente de Rillieux-la-Pape et entre Mionnay et Quincieux (depuis juillet 2015)
- 62 kilomètres de longueur
- Deux radars sont implantés dans la pente de Rillieux-la-Pape dans le sens nord-sud (vitesse maximale autorisée au franchissement de ce radar : 90 km/h) et avant l’échangeur A46/A47/A7 (110 km/h).

## Historique
L'autoroute A46 et la RN 346 ont été mises en service en 1992. Cette mise en service a permis de « faire sauter » le bouchon régnant sur le tunnel de Fourvière reliant les autoroutes A6 et A7 par Perrache.
Depuis 2002, on tente progressivement d'interdire la circulation des véhicules lourds de plus de 7,5 tonnes dans l'agglomération de Lyon et de les obliger à se détourner par cette autoroute-rocade. Ce projet est contesté car cela engendre des temps de parcours plus importants ainsi que des allongements kilométriques.
La troisième voie entre Genay et l’aire de Mionnay dans les deux sens a été mise en service en 2007.
Le 4 juillet 2015, l'A466, un barreau autoroutier de 4 kilomètres entre les autoroutes A46 à Quincieux et A6 aux Chères, intégré dans le contrat plan de 2009-2013 ouvre, permettant de passer du sud de l'A6 à l'A46 ou inversement, et depuis mars 2017 de rejoindre l'A89 pour Roanne et Clermont-Ferrand. À la même date, le tronçon de 6 kilomètres entre la bifurcation de l'A466 et l'échangeur de Neuville-Trévoux est passé de 2 × 2 voies à 2 × 3 voies pour un montant de 41 millions financés par APRR.

## Parcours
Du nord au sud, km 0 au niveau de l’échangeur A6/A46 – inclut les sorties en projet :

### A46 Nord
Section concédée à APRR et payante (sauf entre la sortie 3 à la RN 346).
- Échangeur entre A6 et A46 : Paris, Villefranche-sur-Saône, Mâcon
- 1 Quincieux à 2 km : Quincieux, Trévoux, Ambérieux d'Azergues (demi-échangeur)
- Échangeur entre A466 et A46 à 2 km : Lyon - ouest (M6), Clermont-Ferrand, Bordeaux (A89) (de et vers Ternay)
- 2 Genay à 9 km : Genay, Trévoux, Neuville-sur-Saône, Z. I. Lyon - Nord 
  -  Aires de service de Mionnay-Saint-Galmier (sens Anse-Ternay),  de Mionnay-Chatanay (sens Ternay-Anse), à 16 km
- 2.1 Mionnay à 17 km : Mionnay, Bourg-en-Bresse, Montanay, Villars-les-Dombes (demi-échangeur)
- Échangeur entre A432 et A46 à 18 km : Aéroport de Lyon-Saint-Exupéry, Grenoble (A43), Genève (A42) (demi-échangeur)
- 3 Les Échets à 20 km : Les Échets, Bourg-en-Bresse, Villars-les-Dombes, Villefranche-sur-Saône
- 4 Rillieux à 23 km : Caluire-et-Cuire, Rillieux-la-Pape
  - Viaduc Hélène-et-Victor-Basch
- Échangeur entre A42 et A46 à 26 km : Strasbourg (A39), Genève (A40), Bourg-en-Bresse, Aéroport de Lyon-Saint-Exupéry
- Échangeur entre A42 et A46 à 27 km : Lyon - nord, Villeurbanne
  -   Fin d'autoroute et début de route à accès réglementé : l'A46N devient RN 346 à 27 km.

### RN 346
Section non-concédée à DIR Centre-Est et gratuite.
- 5 Vaulx-en-Velin à 30 km : Vaulx-en-Velin, Décines-Charpieu - Les Marais, Parc de Miribel-Jonage
- 6 Meyzieu à 33 km : Meyzieu, Décines-Charpieu - centre, Le Grand Large
- 7 Parc Olympique Lyonnais à 34 km : Parc Olympique Lyonnais
- 7.1 Pusignan à 35 km : Pont-de-Chéruy, Pusignan, Z. I. Meyzieu
- 8 Genas à 37 km : Genas, Chassieu - centre, Les Sept Chemins, Eurexpo - Visiteurs
- 9 Z. I. Mi-Plaine à 39 km : Z. I. Mi-Plaine, Chassieu, Genas, Eurexpo - Exposants
- 10 Saint-Bonnet-de-Mure à 40 km : Grenoble, Chambéry par RD, Saint-Bonnet-de-Mure, Z. I. Mi-Plaine, Saint-Priest
- Échangeur entre RN 346, A43 et A46 à 41 km : Grenoble, Chambéry, Turin, Aéroport de Lyon-Saint-Exupéry, Lyon - est
  -   Début d'autoroute et fin de route à accès réglementé : RN 346 devient l'A46S à 41 km.

### A46 Sud
Section concédée à ASF et gratuite.
- 11 Saint-Priest - Bel-Air à 42 km : Saint-Priest (demi-échangeur)
- 12 Saint-Priest - centre à 43 km : Saint-Priest, Heyrieux, Mions - Les Meurières
- 13 Mions à 46 km : Mions - centre, Z. I. Lyon - Sud-Est / Pierres Blanches
- 14 Corbas à 47 km : Vénissieux, Corbas, Z. I. Lyon - Sud-Est / Montmartin (Boulevard urbain sud de Lyon), Lyon - sud
- 15 Saint-Symphorien-d'Ozon à 49 km : Saint-Symphorien-d'Ozon, Corbas, Marennes, Chaponnay
- 16 Communay à 57 km : Ternay, Communay
  -  Aire de service de Communay (dans les deux sens) (avec parking PL surveillé)
- 17 Les Platières : Z. A. des Platières, Z. A. de Charvas (quart-échangeur)
- Échangeur entre A7, A47 et A46 (Échangeur de Chasse-sur-Rhône) à 59 km :
  - A7 : Marseille, Valence, Vienne
  - A47 : Saint-Étienne, Givors, Chasse-sur-Rhône, Clermont-Ferrand (A72)

## Lieux sensibles
(uniquement les lieux à bouchons et les pentes dangereuses)
- Bouchons fréquents au niveau de la bifurcation A46/A43 mais également à la bifurcation N346/A42.
- Bouchon aux heures de bureaux.
- Les sorties 6 et 7, les jours de matchs ou d'événement au Parc Olympique lyonnais.
- Le matin : bouchon ou ralentissement à partir de la sortie no 13 jusqu'à l'échangeur avec l'A43 (sens sud-nord).
- Le soir : bouchon à l'échangeur de Chasse-sur-Rhône en direction de Saint-Étienne.

## Galerie de photographies

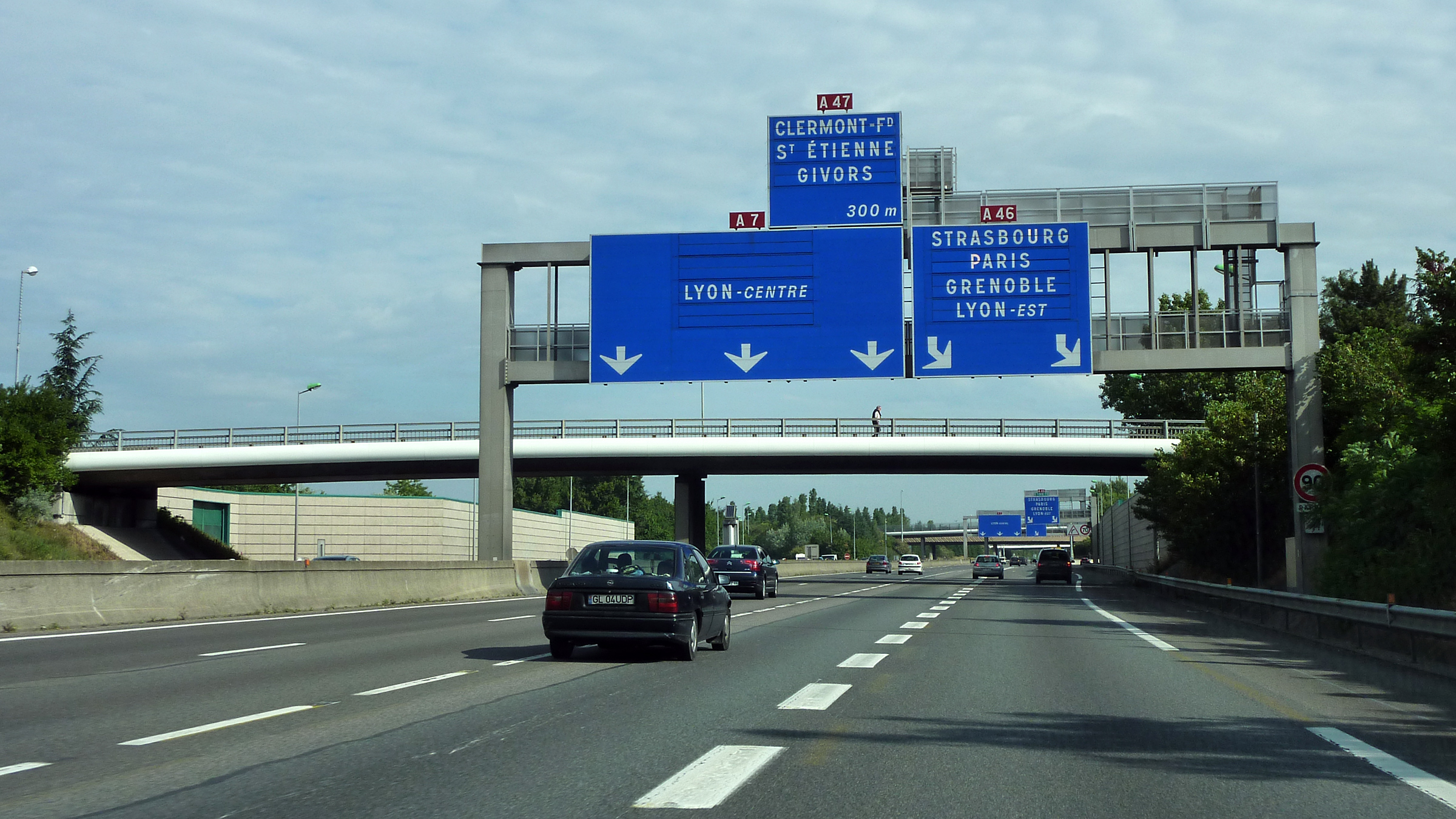
Échangeur de Chasse-sur-Rhône entre l'A7, l'A47 et l'A46.
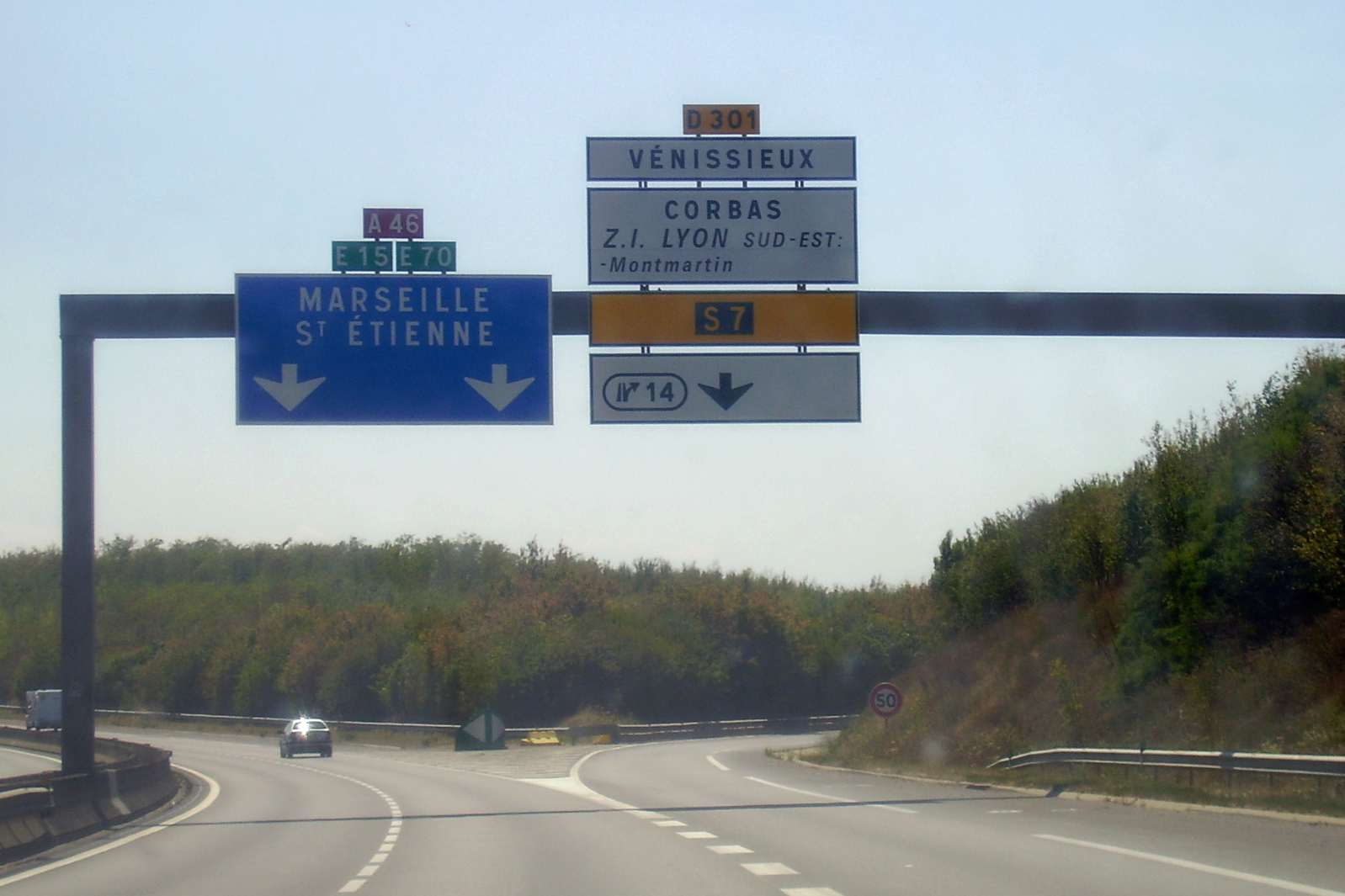
A46 au niveau de la sortie 14, vers Marseille.
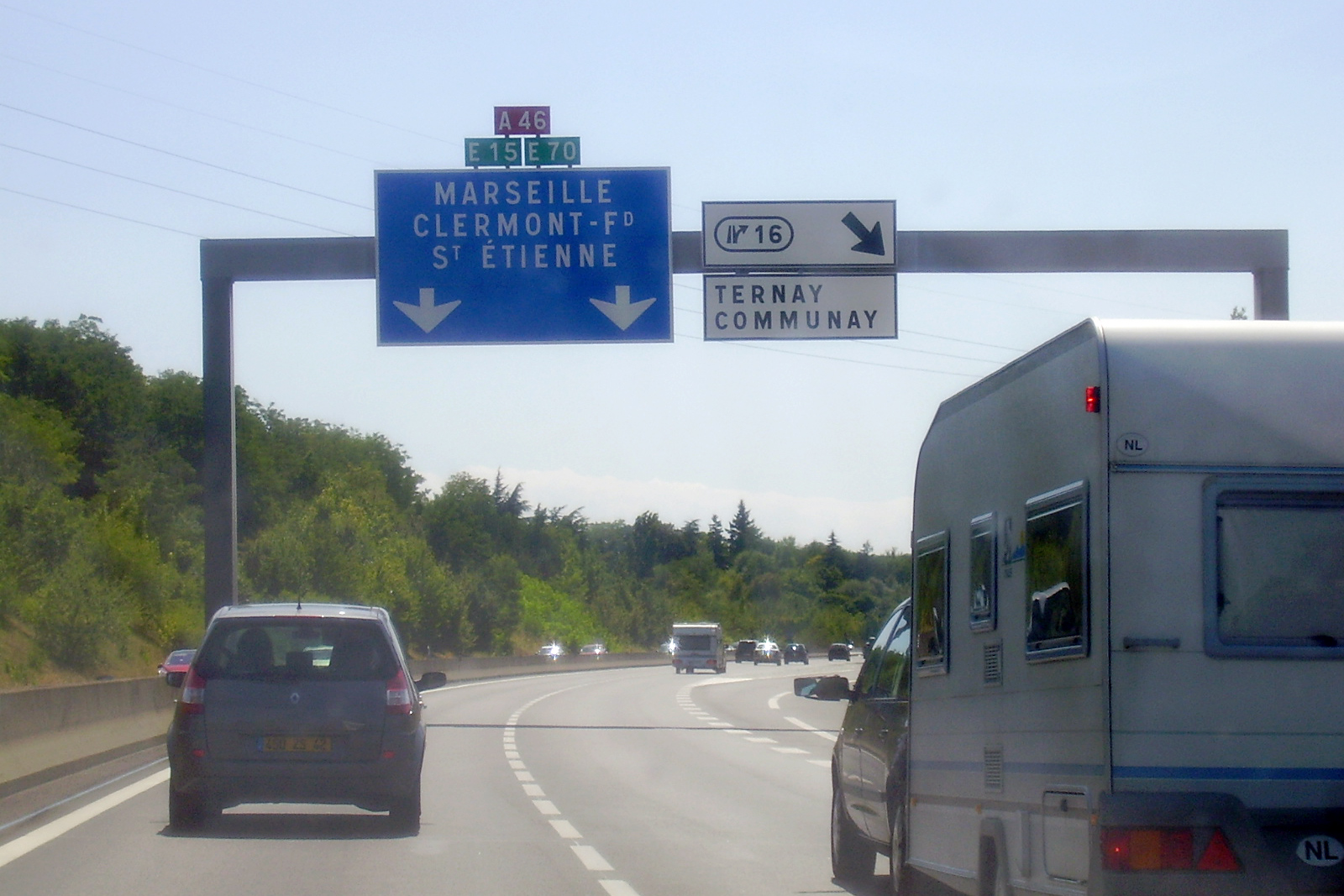
A46 au niveau de la sortie 16, vers Marseille.
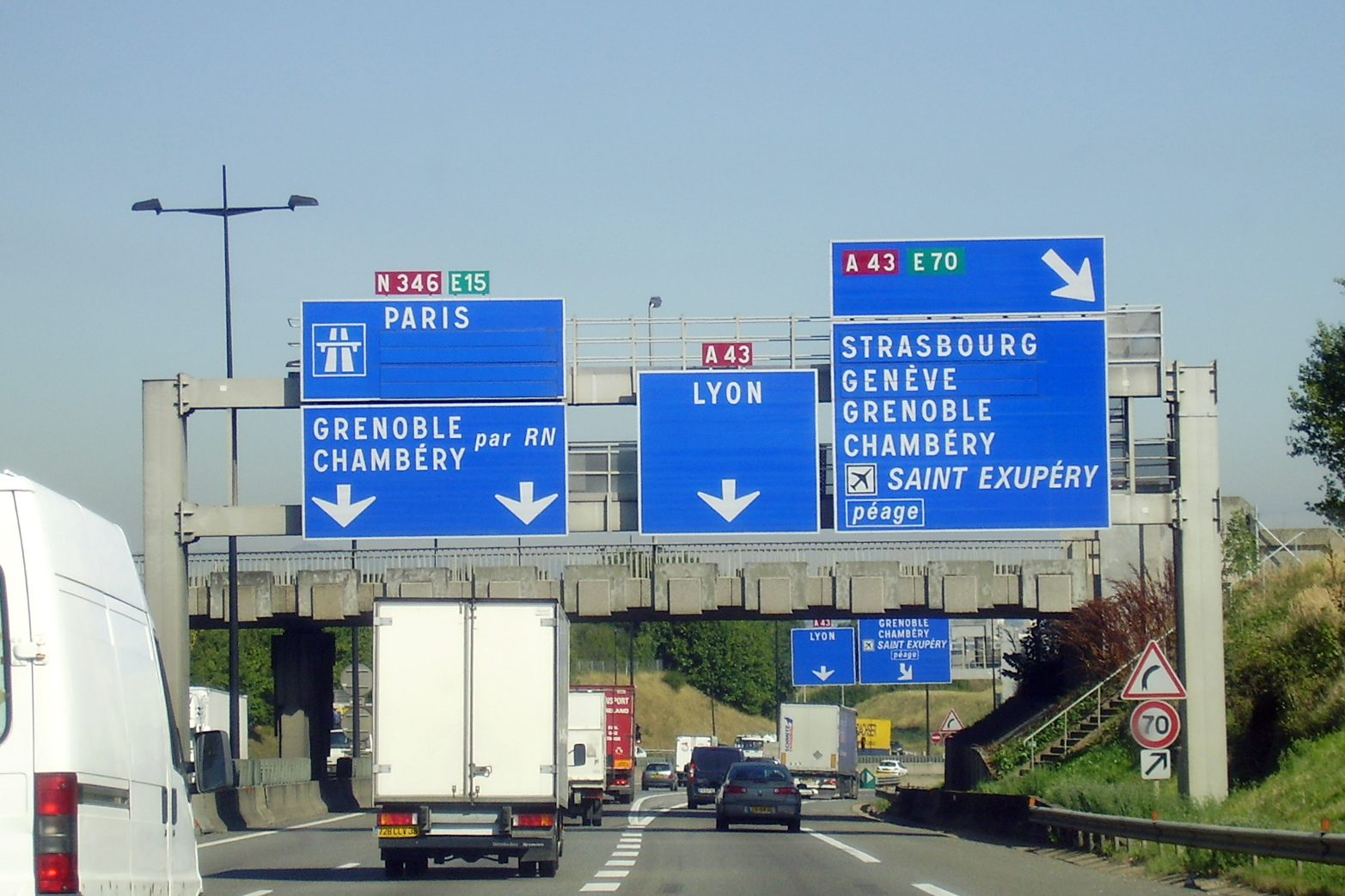
Échangeur entre l'A46 et l'A43.
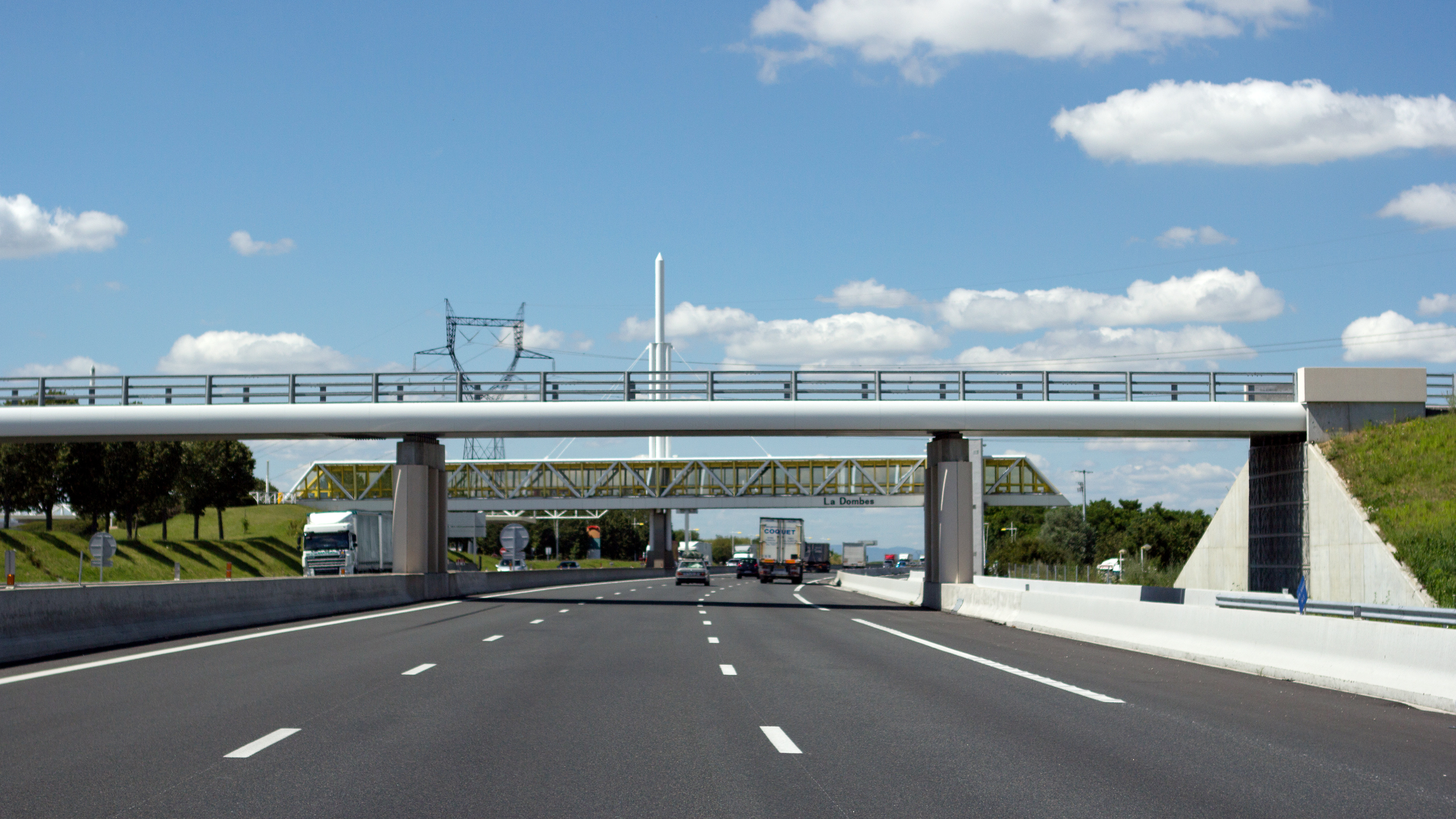
La passerelle de l'aire de service de Mionnay.
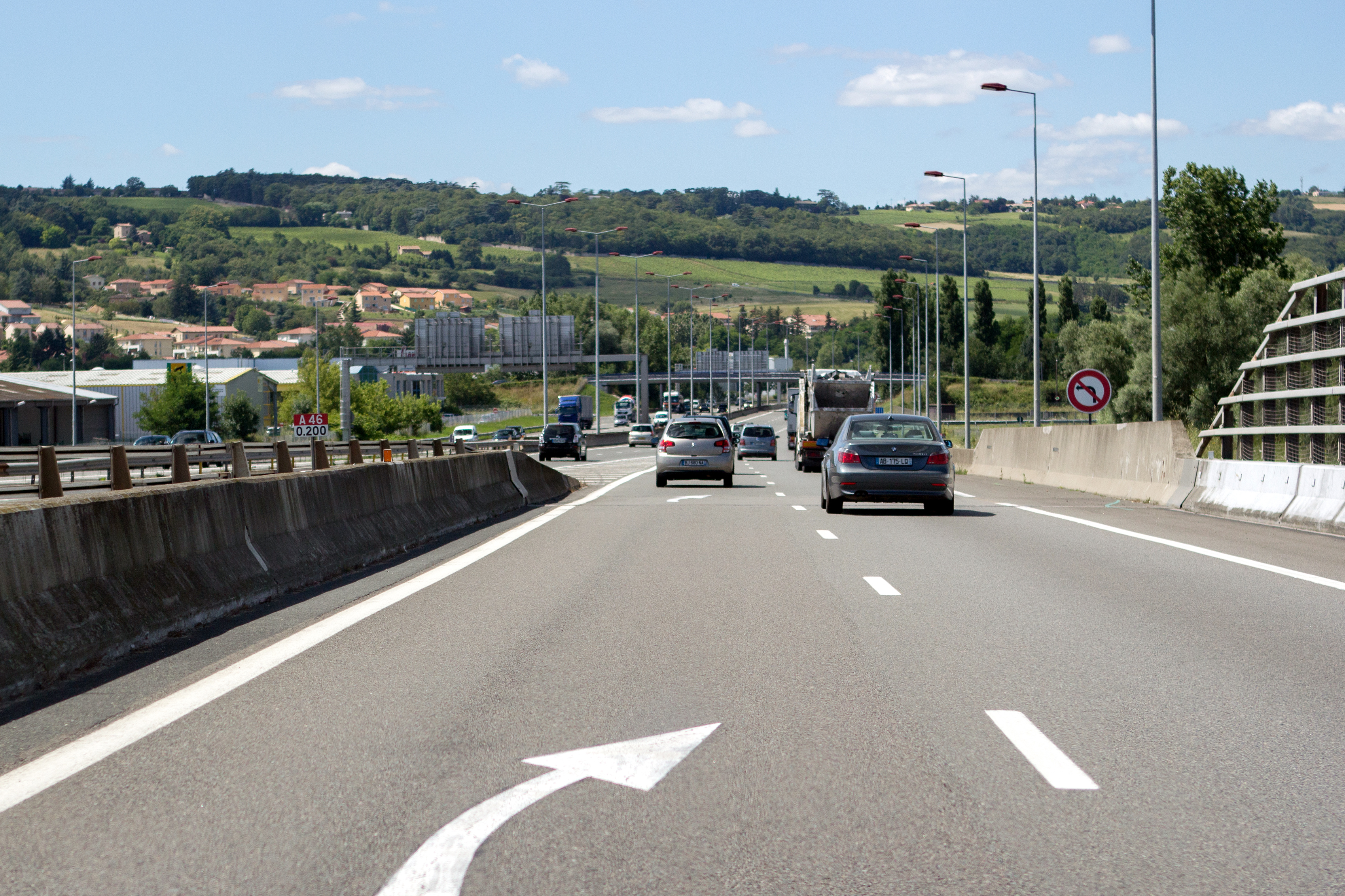
Raccordement de l'A46 nord à l'A6.